# Усть-Кабырза
Усть-Кабырза (шор. Кӧбӱрсуғ) — посёлок в Таштагольском районе Кемеровской области. Административный центр Усть-Кабырзинского сельского поселения.

## История
Усть-Кабырза — один из старейших посёлков Горной Шории. Новокузнецкие археологи, работавшие здесь, обнаружили три поселения бронзового века, уникальный посёлок древних металлургов и захоронение так называемой Кабырзинской принцессы, саркофаг и все вещи которой сейчас находятся в Таштаголе.
Было выявлено поселение, расположенное в 3-х километрах от центра нынешнего посёлка Усть-Кабырза, на левом берегу реки Мрассу (Мрас-Су), в двухсот метрах ниже по течению от устья реки Пызас. При раскопках было обнаружено погребение. В нём были найдены останки человека и богатый погребальный инвентарь, который свидетельствовал о знаменитой Тагарской культуре, это IX—VII века до нашей эры.
Археологические материалы и записи исследователей Горной Шории начала XX века указывают на то, что поселение, расположенное в данном месте, являлось важным пунктом, связывающим Горную Шорию, как с Минусинской котловиной, так и с Алтаем, естественным образом формируя здесь один из торговых центров на Мрас-Су. Тогда эта территория была как самостоятельная и о поселении с названием Усть-Кабырза упоминаний не было.
В конце XIX — начале XX веков здесь сформировалась Кабырзинская локальная группа, состоящая из двух родов-сеоков — Кобый и Кызай. Жители этих сеоков занимали долину реки Мрас-Су до устья правого её притока — Кабырзы, а также вверх по реке Кабырза до самых верховьев. Местные жители говорили на особом Кабырзинском говоре Мрасского диалекта. Сеок Кобый, в середине XIX века, составлял отдельную Кобыйскую волость, аалы которой располагались по реке Кабырза и её притокам. Сеок Кызай составлял отдельную Кызыльскую волость и обитал в среднем течении реки Мрас-Су в районе устьев её притоков — Кабырзы, Пызаса и Кызаса.
В 1864 году миссионер Вербицкий в своих заметках описывает представителей Кызыльской волости в районе устья реки Пызас. В устье реки Кабырза был расположен аал новокрещённого башлыка (паштыка) Кызыльской волости Тибекея.
В 1873 году всё тот же Вербицкий пишет о Кабырзинской местности способствующей развитию зоба.
В архивных ведомостях ГАТО за 1901 год значится улус Усть-Кабырза с полным списком глав семей и с указанием прозвищ каждого, численным составом семей и перечнем хозяйства.
Формирование посёлка до начала 1930-х годов происходило на правом берегу Мрас-Су в устье реки Кабырза. В посёлке зажиточные баи строили добротные дома и амбары. Имели свои лавки, в которых вели закуп пушнины у охотников в обмен на порох, ружья, соль, хлеб, холст, табак, чай.
В 1920 году Усть-Кабырза становится центром Мрасского волисполкома.
В 1922 году был образован Усть-Кабырзинский сельский совет, в состав которого входил 21 населённый пункт.
В 1926 году в рамках национального самоопределения на юге Кузбасса сформирован Горно-Шорский национальный район, в состав которого вошёл и Анзас-Кабырзинский куст с центром в посёлке Усть-Кабырза. К 1926 году в посёлке имелись магазины двух торговых организаций — охоткооперации и Госторга. Магазины торговали мануфактурой (ткани и текстильные изделия), хлебом, огнеприпасами и другими товарами широкого потребления, а также мучными и зерновыми продуктами. Деревянных построек в посёлке становится больше, местные жители забрасывают свои юрты и строят добротные, по тем меркам, деревянные дома.
В 1930—1931-м годах были организованы первые колхозы на территории Кабырзинского сельского совета, всего их насчитывалось пять. В посёлке Усть-Кабырза находился колхоз «Наа-Чадык» (Новая жизнь) и «Наа-Чел» (Новый путь), которые, в 1939—40-м годах, в процессе укрупнения, объединились в один — получивший название «Кузбасс». Сеяли пшеницу, ячмень, лён. Выращивали картофель. Занимались разведением крупного рогатого скота, лошадей. Было хорошо развито пчеловодство. В колхозах работали не только местные жители, но и раскулаченные крестьяне, которых выдворяли на жительство в Шорию — необжитый по тем временам край.
В 1930 году начал свою работу Кабырзинский леспромхоз.
24 мая 1932 года была открыта метеорологическая станция, работающая по настоящее время.
В 1933 году для работы в Кабырзинском леспромхозе вербуются рабочие со всего сибирского региона. С этого же года начинается строительство посёлка на левом берегу реки Мрас-Су, который до этого времени являлся нежилым.
В 1934 году в Усть-Кабырзе имелся детский сад на 25 мест, школа на 160 учеников, ШКМ на 120 мест, детский дом на 40 мест, медпункт (работал вечером в здании школы).
В 1938 году в состав Усть-Кабырзинского сельсовета входят 34 посёлка с населением 3742 человека.

Улус Усть-Кабырза. 1913 год

В конце 1930-х годов построили здание под новый клуб. К тому времени центр посёлка оставался на правом берегу, где находились основные социальные объекты: магазины, баня, больница, сельский совет, а в здании сельского совета размещалась маленькая библиотека.
После войны СССР ещё больше нуждался в лесоматериалах. Работники леспромхоза были не в силах справиться с планами по лесозаготовкам. В 1947 году в Усть-Кабырзу этапируются первые политзаключённые. Открывается учреждение ВД-30/6. Начинается масштабное строительство посёлка на левом берегу. Строится перевалочная зона, дома для офицеров, казармы для солдат, военизированная пожарная часть, столовая, магазин, большая общественная баня, пилорама. Устанавливается локомобиль, который вырабатывает свет для новой пилорамы. Со дня своего основания и до закрытия в 1998 году учреждение ВД-З0/6 играло важнейшую роль в жизни населения посёлка Усть-Кабырза, оказывая влияние на быт, социальную и профессиональную сторону жизни. Большое влияние было оказано и на формирование населения, его поведенческие и культурные предпочтения.
В 1958 году все колхозы Горной Шории были закрыты как нерентабельные, в том числе и колхоз «Кузбасс». Вместо колхоза организован Кабырзинский коопзверпромхоз, при котором открываются грибоварни и цех по изготовлению лимонада. В 1968 году все коопзверпромхозы были реорганизованы и объединены в Таштагольский коопромхоз.
В 1962 году открывается Кабырзинский лесхоз. Его деятельность продлилась до 1994 года.
В 1986 году Кабырзинский леспромхоз был передан в учреждение ВД-30/6.
В 1989 году Кемеровский облисполком принял решение о создании на территории Таштагольского района Шорского национального парка, в который входили территории реки Мрас-Су и её притоки, что послужило началу сокращения, а затем, в 1998 году — ликвидации учреждения ВД-30/6. Большая часть населения осталась без работы, что послужило массовому оттоку населения из посёлка.
В середине 1990-х годов на территории Усть-Кабырзы были открыты торговые и лесозаготовительные частные индивидуальные предприятия.

## География
Посёлок Усть-Кабырза находится в восточной части района в месте слияния трёх рек — Мрас-Су, Кабырзы и Пызаса, в 55 километрах от административного центра — города Таштагол.
Центральная часть населённого пункта расположена на высоте 409 метров над уровнем моря.

### Климат
Климат резко континентальный. Посёлок расположен в замкнутых межгорных котловинах, поэтому наблюдаются температурные инверсии.
Средние летние температуры зависят и от абсолютной высоты местности: на водоразделах и горных вершинах теплее, чем в долинах. Характерны резкие перепады температуры воздуха, как между сезонами, так и в течение суток.
Среднегодовое количество осадков в среднем 700—800 миллиметров в год, в течение года распределены неравномерно.

## Экология
Главная проблема посёлка — наводнения. Причинами наводнения могут стать сильные ливни, быстрое таяние снегов после многоснежной зимы. Значительные наводнения наблюдались в 1937, 1943, 1947, 1955, 1965, 1960, 1961, 1966, 1970, 1971, 2004, 2006, 2024 годах.
Большие разрушения в посёлке были при наводнении в 1960 году, когда уплыло несколько прибрежных домиков вместе с имуществом жителей посёлка.
По наблюдениям ГМС (гидрометеорологической станции) с 1932 по 2014 годы повышение уровня воды выше критической отметки в 390 сантиметров происходит в среднем через 1 год.
Самые большие наводнения были в: 1936 году — 980 сантиметров, 1957 году — 700 сантиметров, 1961 году — 730 сантиметров и 2000 году — 308 сантиметров. Так, в 1961 году, метеоплощадка ГМС была стёрта с лица земли, хотя была расположена на значительном расстоянии от реки и более высоком месте.
В 2004 году ледоходом был сломан подвесной мост через реку Мрас-Су, на водпосту реки Кабырза был унесён домик для осмотра уровня воды.
В 2006 году наблюдалось 4 волны подъёма уровня воды выше критической отметки 390 сантиметров, а также был самый большой уровень воды в Мрас-Су при чистом русле без льда. После ледохода он составил 470 сантиметров. Такого уровня воды без льда ранее не наблюдалось. Обычно максимальный уровень воды без льда около 370 сантиметров. За период паводка 2006 года была размыта дамба стоимостью 7 миллионов рублей. Произошли разрушения построек, заборов, были размыты грядки с посадками овощей.
В 2013 и 2014 годах произошли заторы на Унишкольских островах, затопления в начале улицы Арбачакова.

## Население
| 2010 |
| ---- |
| 523  |

## Инфраструктура
Образовательные учреждения: основная общеобразовательная школа № 26, детский сад «Солнышко».
Государственные и муниципальные учреждения: администрация поселения, почтовое отделение связи, пункт выписки входных билетов на территорию Шорского национального парка, метеостанция, МТС, амбулатория.
В Усть-Кабырзе есть предприятия занимающиеся заготовкой и переработкой древесины, продуктовые и промтоварные магазины, частный развлекательный комплекс, гостиница, пекарня, турбаза.

## Культура
В 2011 году в посёлке открылся музей Трёхречье, который представляет собой реконструкцию Шорского ГУЛАГа, оформленную в виде исправительно-трудового лагеря. Музей посвящён памяти жертв политических репрессий. В нём находятся различные постройки, характерные для тех лет — штрафной изолятор, жилой и штабной бараки, контрольно-пропускной пункт, а также некоторые другие. На стендах с документами и фотографиями посетители музея могут получить представление об истории развития лагерной системы в Кемеровской области, а также о нелёгкой жизни и тяжёлом труде заключенных на лесозаготовках. Кроме того, в музее находятся настоящие предметы быта и искусства, которые использовали заключённые. При желании посетители музея могут сами поработать некоторыми инструментами: продольной, лучковой или двуручной пилами.
В посёлке есть модельная библиотека, сельский дом культуры, парк «Юбилейный».
В Усть-Кабырзе установлен памятник воинам погибшим в годы Великой Отечественной войны. В 1959 году был построен памятник в честь героев Гражданской войны товарищей Апанаева Фёдора Михайловича — первого на селе уполномоченного ГПУ и Григорьева Константина Васильевича — первого председателя волостного исполкома, погибшим от рук местных бандитов 21 апреля 1922 года. Также установлен памятник учащимся школы, утонувшим в 1964 году.

## Туризм
Посёлок Усть-Кабырза привлекает большое количество туристов, так как отсюда начинается множество туристических маршрутов и сплавов по реке Мрас-Су.
Перспектива посёлка — развитие летнего и зимнего туризма. Кроме сплавов, горных восхождений, посещения пещер, катания на лыжах, сноубордах, санках и сноутюбингах, на прогулках можно посетить различные достопримечательности посёлка.
Одной из таких достопримечательностей является Азасская пещера, которая находится в 18 километрах от посёлка. Вход в пещеру находится глубоко в тайге, к нему нет прямой дороги. Летом сюда можно дойти только пешком, а зимой — доехать на снегоходе. Температура воздуха в пещере не опускается ниже 0ºС, а в первом гроте зимой нарастают сталагмиты и сталактиты. В течение нескольких лет в пещеру были организованы различные научные экспедиции. Однако стоит взять во внимание, что Азасская пещера — объект Шорского национального парка, и попасть туда без специального разрешения нельзя.

## Религия
В 2011 году, на горе в устье реки Пызас, была построена первая в Кузбассе часовня святых Петра и Февронии Муромских, православных покровителей семьи и брака.
В конце 2012 года построен Свято-Никольский храм — памятник жертвам политических репрессий.

## Транспорт
Вплоть до середины 1960-х годов Усть-Кабырзу с районным центром связывала гужевая дорога и пешие верховые тропы. В 1965 году была построена первая грунтовая дорога. Впоследствии дорога была несколько изменена и ныне пролегает через населённые пункты Ингол, Трактовая Александровка, Средние Кичи, Нижние Кичи, Усть-Пурла и Усть-Кезес.
В 1950—60-х годах в Усть-Кабырзе действовал аэродром.
Одним из популярных видов транспорта у местных жителей являются моторные лодки.
Ежедневно в Усть-Кабырзу ходит автобус из Таштагола.